# Drepanogynis peyrierasi
Drepanogynis peyrierasi är en fjärilsart som beskrevs av Pierre E.L. Viette 1974. Drepanogynis peyrierasi ingår i släktet Drepanogynis och familjen mätare. Inga underarter finns listade i Catalogue of Life.